# Mel Hill
John Melvin Hill, dit Mel Hill, (né le 1er février 1914 à Glenboro, au Manitoba, Canada - mort le 11 avril 1996) est un joueur professionnel canadien de hockey sur glace qui évoluait au poste d'ailier droit.

## Biographie
Le 26 octobre 1937, Hill signe son premier contrat professionnel avec les Bruins de Boston. Il passe l'essentiel de la saison 1937-1938 dans l'International American Hockey League avec le club école des Bruins, les Reds de Providence. L'année suivante, il joue 46 matchs avec les Bruins et participant à la conquête de la deuxième Coupe Stanley de la franchise. Pour la demi-finale, les Bruins sont opposés aux Rangers de New York. Le premier match est joué à New York et les deux équipes sont à égalité 1-1 après soixante minutes de jeu réglementaires. Une première puis une deuxième période de prolongation ne parviennent toujours pas à les départager et, alors qu'elles se dirigent vers la quatrième prolongation, Mel Hill met fin au match sur une passe de Bill Cowley après un total de 59 minutes et 25 secondes de temps supplémentaire, soit l'équivalent d'un match de plus. Le deuxième match, disputé à Boston, voit encore les deux équipes à égalité après trois périodes et avoir recours à la prolongation ; il ne faut cependant qu'un peu plus de huit minutes pour que les Bruins remportent leur deuxième victoire grâce, une nouvelle fois, à Hill. Les Bruins remportent le match suivant puis les Rangers gagnent eux aussi trois matchs de suite. Le septième match, joué à Boston, est à nouveau indécis : Ray Getliffe marque le premier but de Boston puis Muzz Patrick égalise pour les Rangers. Pour la quatrième fois de la série, le match se décide en prolongation et, comme lors du premier match, les 40 premières minutes ne permettent pas de désigner un vainqueur. Après un peu plus de 8 minutes jouées au cours de la troisième prolongation, et comme au premier match, Cowley fait une passe à Hill qui marque le but vainqueur de la série et permet aux Bruins de se qualifier pour la finale de la Coupe Stanley. À l'issue de cette série, Mel Hill hérite du surnom de Sudden Death Mel Hill,.
Il remporte une deuxième coupe avec les Bruins en 1941 avant d'être vendu aux Americans de Brooklyn. Un an plus tard, il est transféré aux Maple Leafs de Toronto lors du repêchage de dispersion de la franchise qui met fin à ses activités en raison de la Seconde Guerre mondiale. Le 16 décembre 1943, il se fracture la cheville lors d'un match contre les Red Wings de Détroit et manque le reste de la saison. En 1945, il remporte sa troisième Coupe Stanley. Après une dernière saison avec les Maples Leafs, il est envoyé dans la Ligue américaine de hockey avec les Hornets de Pittsburgh où il passe deux saisons. Il termine sa carrière en 1952 après quatre années passées avec les Caps de Regina.
À l'issue de sa carrière, il se reconvertit dans la vente de boissons gazeuses et passe 25 ans dans la Saskatchewan, près de Fort Qu'Appelle. Il meurt en 1996.

## Statistiques
| Saison     | Équipe                  | Ligue          |     | Saison régulière | Saison régulière | Saison régulière | Saison régulière | Saison régulière |    | Séries éliminatoires | Séries éliminatoires | Séries éliminatoires | Séries éliminatoires | Séries éliminatoires |
| Saison     | Équipe                  | Ligue          | PJ  | B                | A                | Pts              | Pun              | PJ               | B  | A                    | Pts                  | Pun                  |                      |                      |
| 1931-1932  | Tigers de Saskatoon     | N-SJHL         | 3   | 4                | 1                | 5                | 0                | -                | -  | -                    | -                    | -                    |                      |                      |
| 1932-1933  | Tigers de Saskatoon     | Coupe Memorial | -   | -                | -                | -                | -                | 3                | 4  | 0                    | 4                    | 0                    |                      |                      |
| 1933-1934  | Wesleys de Saskatoon    | N-SJHL         | 4   | 3                | 2                | 5                | 0                | 9                | 12 | 7                    | 19                   | 2                    |                      |                      |
| 1934-1935  | Cub Wolves de Sudbury   | NOJHA          | 10  | 9                | 4                | 13               | 8                | 5                | 2  | 1                    | 3                    | 0                    |                      |                      |
| 1935-1936  | Frood Miners de Sudbury | NBHL           | 10  | 7                | 6                | 13               | 15               | -                | -  | -                    | -                    | -                    |                      |                      |
| 1936-1937  | Frood Miners de Sudbury | NBHL           | 15  | 18               | 5                | 23               | 10               | 2                | 1  | 0                    | 1                    | 0                    |                      |                      |
| 1936-1937  | Frood Miners de Sudbury | Coupe Allan    | -   | -                | -                | -                | -                | 14               | 8  | 14                   | 22                   | 6                    |                      |                      |
| 1937-1938  | Bruins de Boston        | LNH            | 8   | 2                | 0                | 2                | 2                | -                | -  | -                    | -                    | -                    |                      |                      |
| 1937-1938  | Reds de Providence      | IAHL           | 40  | 13               | 10               | 23               | 6                |                  |    |                      |                      |                      |                      |                      |
| 1938-1939  | Bruins de Boston        | LNH            | 44  | 10               | 10               | 20               | 16               | 12               | 6  | 3                    | 9                    | 12                   |                      |                      |
| 1939-1940  | Bruins de Boston        | LNH            | 37  | 9                | 11               | 20               | 19               | 2                | 0  | 0                    | 0                    | 0                    |                      |                      |
| 1940-1941  | Bears de Hershey        | LAH            | 5   | 1                | 5                | 6                | 4                |                  |    |                      |                      |                      |                      |                      |
| 1940-1941  | Bruins de Boston        | LNH            | 41  | 5                | 4                | 9                | 4                | 8                | 1  | 1                    | 2                    | 0                    |                      |                      |
| 1941-1942  | Americans de Brooklyn   | LNH            | 47  | 14               | 23               | 37               | 10               | -                | -  | -                    | -                    | -                    |                      |                      |
| 1942-1943  | Maple Leafs de Toronto  | LNH            | 49  | 17               | 27               | 44               | 47               | 6                | 3  | 0                    | 3                    | 0                    |                      |                      |
| 1943-1944  | Maple Leafs de Toronto  | LNH            | 17  | 9                | 10               | 19               | 16               | -                | -  | -                    | -                    | -                    |                      |                      |
| 1944-1945  | Maple Leafs de Toronto  | LNH            | 45  | 18               | 17               | 35               | 14               | 13               | 2  | 3                    | 5                    | 6                    |                      |                      |
| 1945-1946  | Maple Leafs de Toronto  | LNH            | 35  | 5                | 7                | 12               | 10               | -                | -  | -                    | -                    | -                    |                      |                      |
| 1945-1946  | Hornets de Pittsburgh   | LAH            | 13  | 7                | 8                | 15               | 0                | -                | -  | -                    | -                    | -                    |                      |                      |
| 1946-1947  | Hornets de Pittsburgh   | LAH            | 62  | 26               | 36               | 62               | 42               | 12               | 3  | 6                    | 9                    | 6                    |                      |                      |
| 1947-1948  | Hornets de Pittsburgh   | LAH            | 63  | 10               | 22               | 32               | 14               | 2                | 0  | 0                    | 0                    | 2                    |                      |                      |
| 1948-1949  | Capitals de Regina      | WCSHL          | 43  | 23               | 30               | 53               | 11               | 8                | 4  | 6                    | 10                   | 4                    |                      |                      |
| 1948-1949  | Capitals de Regina      | Coupe Allan    | -   | -                | -                | -                | -                | 14               | 8  | 6                    | 14                   | 11                   |                      |                      |
| 1949-1950  | Capitals de Regina      | WCSHL          | 50  | 17               | 21               | 38               | 16               | -                | -  | -                    | -                    | -                    |                      |                      |
| 1950-1951  | Capitals de Regina      | MCMHL          | 22  | 3                | 5                | 8                | 6                | -                | -  | -                    | -                    | -                    |                      |                      |
| 1951-1952  | Capitals de Regina      | SSHL           | 17  | 7                | 11               | 18               | 16               | 3                | 1  | 0                    | 1                    | 9                    |                      |                      |
| Totaux LNH | Totaux LNH              | Totaux LNH     | 323 | 89               | 109              | 198              | 138              | 41               | 12 | 7                    | 19                   | 18                   |                      |                      |